# Byggnadsplåtslagare

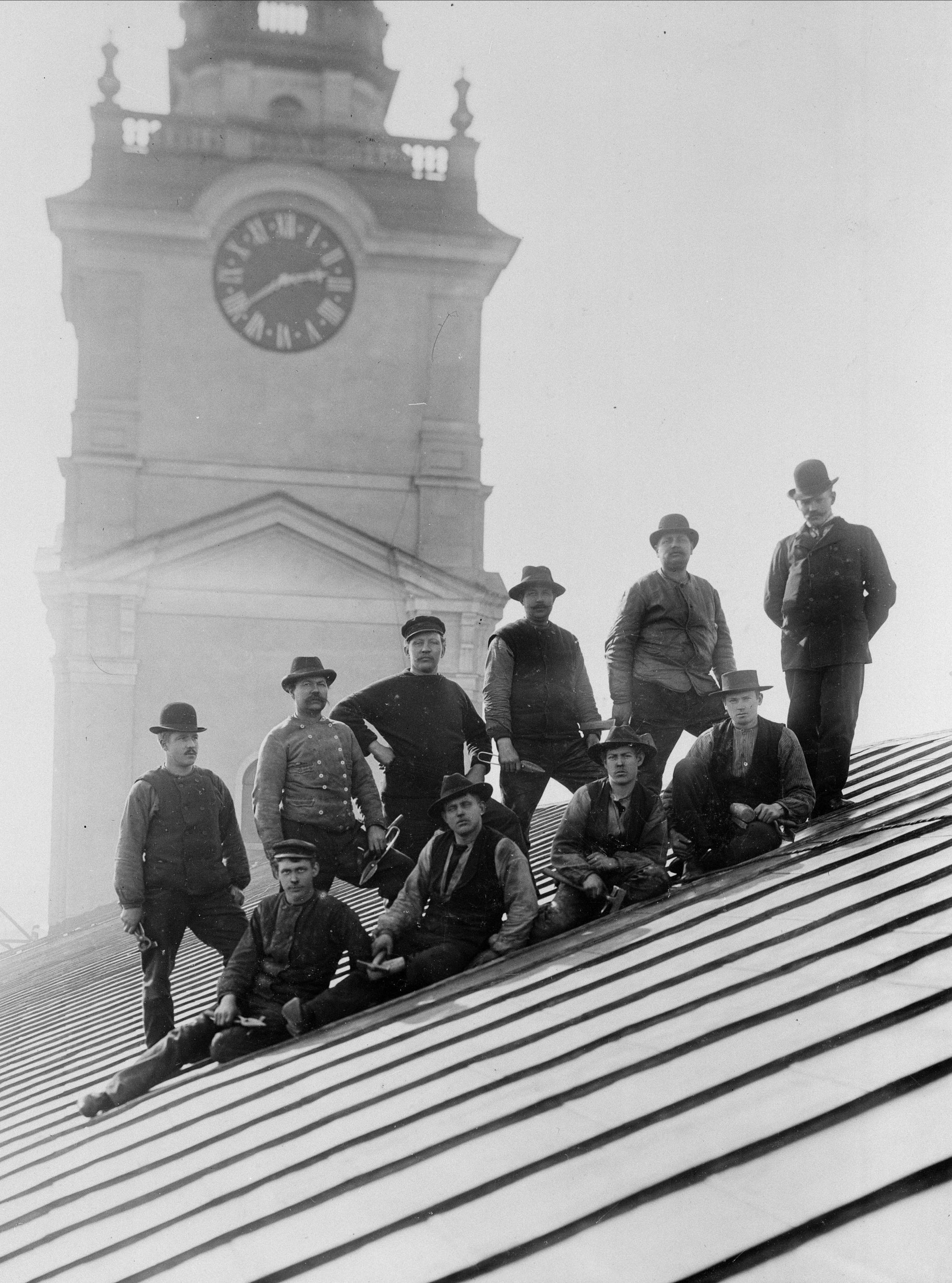
Byggnadsplåtslagare på Storkyrkans tak i Stockholm, 1903.

Byggnadsplåtslagare är ett yrke, vanligen benämnt endast plåtslagare. En byggnadsplåtslagare klär byggnaders tak och fasader med plåt samt monterar hängrännor och stuprör. Arbetet ute på byggarbetsplatsen varvas med bearbetning av plåten i verkstadsmiljö. Målning eller snöskottning av taken samt tilläggsisolering kan också ingå i arbetet.

## Material
Vanligaste materialet är färgbelagd stålplåt. Andra plåtmaterial är koppar, zink, aluminium och rostfritt (rostfritt stål). Tjocklekarna varierar beroende på material och användningsområde mellan 0,5 och 0,9 mm.

## Verktyg/maskiner
Några av de handverktyg som en byggnadsplåtslagare använder är: Falstång, plåtslagartång, plåtslagarhammare, schweifhammare, krumsax, schaljärn, taksax, knoster och plastklubba.
I verkstaden används maskiner så som: gradsax, bockmaskin, rundmaskin, klippsträcka, falsmaskin, stansmaskin, profileringsmaskin och punktsvets.

## Exempel på byggnader
Några välkända byggnader med tak och/eller fasad i plåt är Jüdisches Museum Berlin, Frihetsgudinnan i New York, Guggenheimmuseet i Bilbao, Turning Torso i Malmö och Wasamuseet i Stockholm.

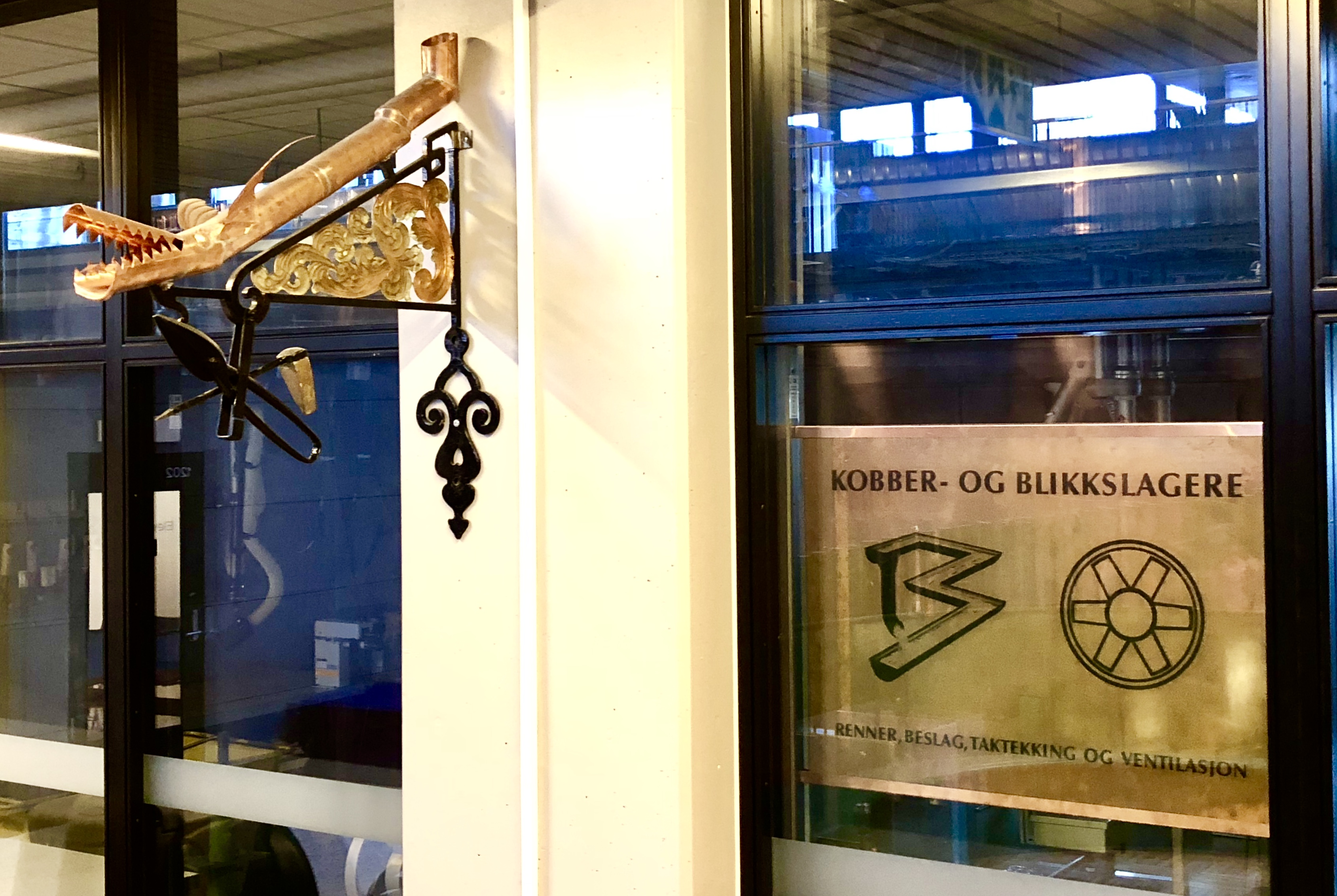
Fantasifullt studentarbete vid ingången till Kuben videregående skole i Oslo

## Utbildning
Det finns fyra sätt att utbilda sig till Byggnadsplåtslagare:
1. Gymnasieskolans treåriga Byggprogram, i årskurs ett väljer man plåtslageri som inriktning. Efter utbildningen följer ca. 2 år som lärling.
2. Om ens gymnasieskola inte har egen Byggnadsplåtslageriutbildning kan man genom praktik i företag och av branschen godkänd utbildare ändå utbilda sig till plåtslagare utan att byta skola.
3. Företagslärlingar blir anställda och utbildas dels på företaget och dels på Plåt & Ventbyråns Branschskola i Katrineholm. Denna utbildningsform tar 4 år.
4. Arbetsförmedlingen har upphandlat en 40-veckors plåtslageriutbildning av PVF. Efter utbildningen följer 1,5 år – 2,5 år som lärling, beroende på tidigare yrkeserfarenheter.

För samtliga utbildningsvägar måste man klara ett examensprov för att få sitt yrkesbevis.